# Siegfried Moerchel
Siegfried Moerchel (* 26. August 1918 in Bagenz, Kreis Spremberg; † 11. Januar 2002 in Salzgitter) war ein deutscher Arzt und Politiker (CDU).

## Leben und Beruf
Nach dem Schulbesuch in Spremberg sowie dem Abitur in Cottbus 1937 leistete Moerchel zunächst Reichsarbeitsdienst und begann 1939 ein Studium der Medizin an den Universitäten in Berlin, Leipzig und Greifswald, das er 1944 mit dem Staatsexamen abschloss. 1944 wurde er zum Dr. med. promoviert. Anschließend wurde er zur Wehrmacht eingezogen und nahm 1944/45 als Bataillonsarzt in einer Fallschirmjägerdivision am Zweiten Weltkrieg teil. Bei Kriegsende geriet er in Gefangenschaft, aus der er 1947 entlassen wurde.
Moerchel siedelte 1947 als Heimatvertriebener von Misdroy nach Westdeutschland über und ließ sich in Lebenstedt nieder. Hier war er seit 1948 als praktischer Arzt tätig. Von 1958 bis 1964 fungierte er als Richter am Bundessozialgericht.

## Partei
Moerchel trat 1948 in die CDU ein und war von 1950 bis 1964 Vorsitzender des CDU-Kreisverbandes Salzgitter-Lebenstedt.

## Abgeordneter
Moerchel war von 1952 bis 1964 Senator und von 1981 bis 1991 Ratsmitglied der Stadt Salzgitter. Dem Deutschen Bundestag gehörte er von 1953 bis 1957 an. Er war über die Landesliste der CDU Niedersachsen ins Parlament eingezogen. Im Bundestag war er Ordentliches Mitglied im Ausschuss für Fragen des Gesundheitswesens, im Ausschuss für Sozialpolitik und ab 1956 im Ausschuss für Atomfragen.